# GOOFY'S HOLIDAY
GOOFY'S HOLIDAY（グーフィーズ・ホリデイ）は、1992年に結成された静岡県沼津市を活動軸とするオルタナティヴ・ロック・バンドである。同県同市より全国へと活動を広げ、4枚のオリジナルアルバムと1枚のミニアルバム、1枚の企画盤と様々なオムニバスアルバムへの参加を行っている。

## メンバー
- 遠藤貴志・・・Vocal/Guitar
- A2C・・・Bass/Chorus
- Young・・・Drums/Chorus

## 元メンバー
- 安井佳次・・・Bass/Chorus(1992-2007)
- 小泉玲・・・Guitar/Vocal(1992-1996)
- 池田啓介・・・Guitar (1993)
- 遠藤仁・・・Guitar/Vocal(1994)
- 大浦智浩・・・Guitar/Chorus(2001-2002)
- yuko・・・Drums(1992)
- gucchi ・・・Drums (1994)
- 石田玄一郎・・・Drums(1994-2002)　脱退後SPANAMに加入・現在脱退
- 土佐優貴・・・Drums(2003-2005)　現在MARS EURYTHMICSで活動中
- 竹内正和・・・Drums(2005-2006)　元Gana Lou、現在wiwiMURPHY、AWAで活動中
- 前田守康・・・Drums(2006-2007)　元GREEN GIANT、SHORT CIRCUIT、現在FREAKYFROGで活動中
- yuzuru kusugo・・・Keybords(2005)

## 来歴
1992年、静岡県沼津市にて高校時代の同級生である遠藤貴志（Vo）、安井佳次（Ba）、小泉玲（G）によって前身バンド「MAD BUTCHER」を結成。当時遠藤はボーカルで、もう一人の同級生ギタリスト、1学年下の女性ドラマーyukoが在籍。その後同級生ギタリストが脱退、新ギタリストとして1学年下の池田啓介（元TEARDUCT/GERONIMO/BANDWAGON）が加入。
1993年、池田とyukoが高校卒業を機に脱退（池田は後の3rdアルバムまでレコーディング・エンジニアを担当）、1学年上のドラマーgucchiと同級生のボーカル遠藤仁がギタリストとして加入も同年脱退。
1994年、ドラマー石田弦一郎が加入。遠藤貴志がギター・ボーカルとなり4人編成で活動を再開する。秋、MAD BUTCHERを解散し、充電期間を経て新バンド「GOOFY'S HOLIDAY」として再スタート。
1995年春に1st デモ音源を作成、都内に活動の足を伸ばし始める。
1996年初頭に小泉が脱退し、その後スリーピース・バンドとして活動を継続する。
1997年3月、完全自主制作にて1stアルバム『GOOFY'S HOLIDAY』を自身のレーベル「CxOxT MUSIC」より発売。地元のスケートショップ、サーフショップ、洋服店、都内のレコード店など小規模で販売。ディストリビューターなどは一切使わずに自宅から出荷するD.I.Yスタイルでありながら徐々に売上を伸ばし、完全自主制作としては異例の1万枚以上の販売数となる。10月、2ndアルバム『maybe tomorrow...』をBAD NEWS RECORDSより発売。この頃から各メディアなどに露出するようになり、静岡県のFM局「K-MIX」でレギュラー番組を1クール担当する。
1998年、大阪のSPREADと初の全国ツアー開催。11月、ニューヨークで行われた全世界のオルタナティヴ・ロック・バンドが集まる祭典"CMJ MUSIC MARATHON"に参加。
1999年、TIGER HOLE RECORDSから発売された7インチスプリットシリーズにSTAB 4 REASONと共に参加。その後"TIGER HOLE RANGE"として全スプリット音源を編集したオムニバス・アルバムにて再発。4月、マキシシングル「ONE WAY」をリリース。各地のタワーレコード・HMVなどのインディーズチャート1位を獲得。
2000年1月、3rdアルバム「BRIDGE」をBAD NEWS RECORDSより発売。それに伴い2月より「BRIDGE TOUR 2000」を開催。POP CATCHERと共に2ヶ月間で全国44カ所を巡る彼らの最長のツアーとなった。「BRIDGE TOUR2000」終了後に大浦智浩が加入。6月にSPANAMと共に「AGE25WG TOUR」を開催。
2001年、ミニアルバム『3111』をBAD NEWS RECORDSより発売。4人となって初の音源。
2002年、4th ALBUM『monochrome』をBAD NEWS RECORDSより発売。「monochrome TOUR 2002」を開催、28カ所を回る。monochrome tour 2002終了後に石田が脱退。前身バンドのドラマーgucchiをサポートに迎えて活動後、大浦とgucchiが脱退。
2003年、土佐優貴がドラマーとして加入。この頃よりジャムバンドの要素が高くなり始め、サポートメンバーにパーカッション、キーボードを迎えて活動する事も多くなる。過去の楽曲の再録＋新曲3曲の企画盤『NOW AND THEN,HERE AND THERE』をBAD NEWS RECORDSより発売。実質上、最新の単独盤である。アニメーション『BECK』に楽曲提供。それに伴いオムニバス・アルバム『KEITH』に参加。実質上、最新のオリジナル楽曲。
2004年、当時のドラマー前田守康とオムニバス・アルバム『YO!COVER』に参加する（NICK NORTHERN/SNUFF）。
2007年、ベーシストの安井が脱退。これによりオリジナルメンバーは遠藤貴志のみとなる。その後、様々なサポートメンバーを迎えた後、2010年1月、A2CとYoungを正式メンバーに迎え活動再開。

## ディスコグラフィー

### シングル
- 「GOOFY'S HOLIDAY e.p」(シングルEP)BAD NEWS RECORDS(1996年):

1. TRUST MY WAY
2. TEQUILLA
3. IF THE KIDS ARE UNITED
4. YOUR CHOIE WAY IS...

- 「TIGER HOLE RANGE」(STAB 4 REASONとのスプリットEP)(1998年):

1. HERO OF MY LIFE

- 「ONE WAY」BAD NEWS RECORDS(1999年):

1. TOO REGRET
2. GRUDGEMAN
3. ONE WAY

### アルバム
- 「GOOFY'S HOLIDAY」(現在廃盤)CxOxT MUSIC(1997年):

1. NEVER CHANGE
2. IF I LOSE MY MIND
3. KID'S WORDS GROWN-UP'S CAN'T UNDERSTAND
4. HOLD YOUR GROUND
5. I BELIEVE IT
6. HERE WE GO AGAIN
7. WHERE IS MY DREAM?
8. TRUST MY WAY
9. UP AROUND THE BEND(SECRET TRUCK)

- 「maybe tomorrow...」BAD NEWS RECORDS(1997年):

1. SAIL AWAY
2. maybe tomorrow...
3. ODDMAN'S OUT
4. IF THE KIDS ARE UNITED
5. GO AHEAD
6. YOUR CHOICE WAY IS...
7. SCKANTORY
8. PxBx

- 「BRIDGE」BAD NEWS RECORDS(2000年):

1. PAINTING ON THE WALL
2. GRUDGEMAN
3. SING
4. FRIENDSHIP IS NOT COLLUSION
5. UNDER THE FRAIL MOON
6. 15
7. ONE WAY
8. RAIN

- 「3111」BAD NEWS RECORDS(2001年):

1. GETTING LOST
2. TIME
3. UNDER THE FRAIL MOON(reprise)
4. CAN YOU HEAR MY WORDS?
5. GROUND
6. GET MY PACE BACK」

- 「monochrome」BAD NEWS RECORDS(2002年):

1. Hi
2. COME CLEAN
3. UNDER FRUSTRATION
4. BREAK THAT WALL
5. I'M A MAN
6. FIGHT FOR YOUR LIFE
7. ALL WAYS
8. JUDGE FOR MYSELF
9. GETTING BETTER?
10. CAGE
11. STARRY SKY

- 「NOW AND THEN,HERE AND THERE」BAD NEWS RECORDS(2003年):

1. TRUST MY WAY
2. I BELIEVE IT
3. WHERE IS MY DREAM?
4. GO AHEAD
5. YOUR CHOICE WAY IS
6. PAINTING ON THE WALL
7. SING
8. UNDER THE FRAIL MOON
9. ONE WAY
10. DAILY THINGS
11. SORROW
12. I STAND ALONE

### V.A
- 「HARD PLAY POP HARD」LOOSE GOLD RECORDS(1996年):「PxBx」「WHERE IS MY DREAM?」収録
- 「RADIO RADIO RADIO」MU RECORDS(1997年):「IF I LOSE MY MIND」「I BELIEVE IT」収録
- 「TIGER HOLE RANGE」TIGER HOLE RECORDS(2000年):「HERO OF MY LIFE」収録
- 「悪報瓦盤」BAD NEWS RECORDS(2001年):「PLUSH(STONE TEMPLE PILOTS」「SING」収録
- アニメーションサウンドトラック「BECK」オムニバス「KEITH」デフスターレコーズ(2003年):「JOURNEY」「PIECE OF TEARS」収録
- ニューロティカトリビュート・アルバム「A・Iカンパニー」ビクターエンタテインメント(2004年):「L.O.E」収録
- 「YO!COVER」DONA DONA RECORDS(2004年):「NICK NORTHERN」（SNUFF）収録
- 「108% Bad News」BAD NEWS RECORDS(2007年):「I BELIEVE IT」「COME CLEAN」「YOUR CHOICE WAY IS...」「ONE WAY」「WHERE IS MY DREAM?」「GETTING LOST」収録